# احمد روحی
شیخ احمد روحی (زاده ۱۲۳۵ در کرمان – درگذشته ۱۲۷۵ در تبریز) متفکر سیاسی، مبارز جنبش مشروطه اهل ایران بود.

## زندگی
شیخ احمد روحی در سال ۱۳۲۵ خورشیدی در کرمان زاده شد. او پسر دوم شیخ‌العلماء ملا محمد جعفر کرمانی بود.
ملا محمد جعفر کرمانی که از بابیان نخستین بود، پیشنماز کرمانی بود و پسرش شیخ احمد روحی، نسبت دامادی صبح ازل را یافت و در کرمان، کرسی فقه و اصول داشت و در مسجد خود دفن شد.
در ۱۳۰۲ با میرزا آقاخان کرمانی به اصفهان و تهران و رشت رفت و به استانبول مهاجرت کرد. در آنجا او و میرزا آقاخان با دختران میرزا یحیی نوری معروف به صبح ازل از بزرگان بابی ازدواج کردند.
آشنائی او و میرزا آقاخان با سیدجمال‌الدین اسدآبادی آنان را به فعالیت سیاسی و اجتماعی کشاند و با میرزا حسن‌خان خبیرالملک در ترویج افکار آزادی‌خواهی در آثار خود کوشیدند. نامه‌هایی که یاران سید جمال الدین، همچون میرزا آقاخان کرمانی و شیخ احمد روحی، برای شیخ هادی نجم‌آبادی در ایران می‌فرستادند، گاه از چنان حساسیتی برخوردار بود که در صورت کشف، کشته شدن نامه‌رسان را در پی داشت. با شکایت ایران مقامات عثمانی آنان را به طرابوزان تبعید کردند. پس از کشته شدن ناصرالدین شاه به دست میرزا رضای کرمانی که از مریدان سیدجمال‌الدین بود، به درخواست صدراعظم ایران هر سه را به مقامات ایرانی تحویل دادند. در تبریز با حضور محمدعلی میرزا ولیعهد سرشان را بریدند (۶ صفر ۱۳۱۴) و پوست سرشان را با کاه پرکردند و به تهران فرستادند. از آثار مهم او کتاب هشت بهشت می‌باشد.

## دین
احمد روحی، مانند ملک‌المتکلمین، جمال‌الدین واعظ اصفهانی و یحیی دولت‌آبادی...، یکی از بابیان مشروطه‌خواه بود.

## اشعار
نمونه از اشعار احمد روحی:
برخی از اشعار احمد روحی را مهدی گنجوی منتشر ساخته است.
بود تا در میان پای تو در کار
بپوش از یار چشم و دست بردار
ظهوراتی از آن مهروی دیدم
که دل از جان و ایمانم بریدم
بدو گفتم که ای یار سخندان
زتو بنیان دینم گشت ویران
به زنار و صلیب توست سوگند
که ببریدم زغیرت عهد و پیوند
روا باشد بخوانی تو بخویشم
چه من برگشتم از آیین و  کیشم
بریدم از همه اقوام و خویشان
شدم اندر کلیسا با کشیشان
زاسلام مجازی گشته بیزار
ببستم بر میانِ خویش زنار
نمودم غسل تعمید از سر صدق
قدم بنهادم اندر وادیِ عشق
به صد شوق و به صد ساز و ترانه
به سوی دیر، من گشتم روانه
در آنجا بس عجایب بس غرایب
عیان می‌گشت هر دم از جوانب
در آن صحرا هزاران کشته دیدم
به خون خویش بس آغشته دیدم
گروهی اندر آنجا زار و حیران
نه ترسا، نه یهودی، نه مسلمان
همه بی پا و سر افتان و خیزان
به سوی دیر رهبانان شتابان
گهی در سوز و گه در ساز بودند
مصفی از حسد وز آز بودند
مجرد گشته از امکان و اکوان
نهاده سر به صحرا و بیابان
در آن حالت شدم از خویش بی‌خود
عیان شد طلعت محبوب لاحد
ندا آمد مرا از حضرت او
که من اویم شده پیدا زهر سو
مجرد شو ز اغبار علایق
زصدق دل بمن می‌گرد عاشق
منم من لیس غیری قط موجود
زموجودم عیان پنهان به مفقود

## کتاب هشت بهشت
کتاب هشت بهشت، نوشته میرزا آقاخان کرمانی و شیخ احمد روحی دو تن از ازلیان است که به زعم نوشته کتاب دربارهٔ احکام آیین بیانی و پاره‌ای از وقایع تاریخی نگاشته شده‌است. نویسندگان این کتاب در ارتباط با بهاء، بنیانگذار آیین بهائی و مشاورش از واژگانی تند استفاده کرده‌اند.
علت نام‌گذاری کتاب به هشت بهشت، وجود هشت بابی است که در آن گردآوری شده‌است.
هشت باب از این قرارند:
- باب اول: در حقوق الهیه
- باب دوم: در تهذیب اخلاق
- باب سوم: در تدبیر و حکمت منزل
- باب چهارم: در حقوق مدنیه
- باب پنجم: در حقوق و نوامیس عامّه
- باب ششم: در حقوق ملکوتیه
- باب هفتم: در احوال قیامت و دلائل ظهور قائم آل محمد
- باب هشتم: در وقایع قیامت و ظهور نقطه بیان و اصحاب او

## در خصوص کتاب هشت بهشت
شهاب فردوسی در این خصوص می‌فرماید:
باب در آثار خود - بر طبق کتاب هشت بهشت - وعده داده‌است که قبل از انقضای ۶۵ سال از ظهور او در ایران حادثه‌ای پیش خواهد آمد که بابیه عزت خواهند یافت و دشمنان ایشان خوار خواهند شد و این حادثه را بابیان، مشروطهٔ ایران می‌پندارند و نیز باب گفته‌است که چون قاجاریه رجعت بنی امیه هستند همان‌طور که بعد از شهادت حضرت سیدالشهداء هزار ماه حکومت کردند قبل از انقضای هزار ماه از ظهور منقرض خواهند شد. بابیه این موضوه را بر ظهور رضا شاه که سبب انقراض قاجاریه شد تطبیق می‌کنند.

در جای دیگری می‌نویسد:
در این جا لازم است اشاره کنیم کتاب هشت بهشت که در اوایل مشروطیت نوشته شده یکی از کتب بسیار نادر بابیه‌است که در آن احکام دین و آیین بیانی را شرح می‌دهد. این کتاب به قلم شیخ احمد روحی کرمانی به روایتی و میرزا آقاخان کرمانی به روایت دیگر یا به قلم هر دو نوشته شده‌است ولی مطالب آن بنا به نوشتهٔ میرزا آقاخان کرمانی که در کتاب خانهٔ بریتیش می‌وزیم انگلستان موجود و ضمیمهٔ کتاب هشت بهشت است و بر اثر اقدام پروفسور ادوارد براون در آن کنابخانه ضبط شده‌است از بیانات سید جوادکربلایی که باطناً بابی و ظاهراً شیخی بوده و در کرمان می‌زیسته و در همان شهر وفات یافته اقتباس شده‌است.